# B Sharp Jazz Quartet
El B Sharp Jazz Quartet fue un grupo estadounidense de post-bop y jazz contemporáneo, formado en Los Ángeles (California) a comienzos de los años 1990, por el batería Herb Graham, Jr., el saxofonista Randall Willis, el pianista Eliot Douglass (después sustituido por Rodney Lee), y el bajista Reggie Carson (a quien sustituiría más tarde Osama Afifi). El grupo permaneció activo hasta comienzo de la década de 2000.

## Historial
La banda obtuvo su reconocimiento en 1994, cuando publicó su primer álbum homónimo. La crítica los recibió con expectativa, llegando a ser denominados por Los Angeles Times como el mejor grupo post-bop de la zona. Los dos siguientes discos, Mirage y Searching for the One, extendieron su fama por todo el país, obteniendo muy nuenas referencias en medios especializados, como Jazziz o JazzTimes. 
Todos los miembros del grupo tenían amplias trayectorias en el mundo del jazz. Herb Graham, había trabajado con Freddie Hubbard, James Moody, Donald Harrison y otros. Randall Willis, había estado en las bandas de Ray Charles, Stevie Wonder, Elvin Jones o Jimmy Cleveland. Por su parte, Rodney Lee había acompañado a cantantes como Mel Torme.

## Estilo
El estilo de la banda se mueve desde el post bop moderno y el free jazz, a las nuevas tendencias de la escena contemporánea, el funk y el soul, en formato acústico. Según una frase de su propia mercadotecnia, su objetivo es "rescatar al jazz de la mera repetición de piezas de museo".

## Discografía
- 1994 - B Sharp Jazz - MAMA Foundation
- 1995 - Mirage - MAMA Foundation
- 1996 - Searching for the One - MAMA Foundation
- 1997 - Tha Go 'Round - MAMA Foundation